# Château de Saulières
Le château de Saulières  dans une orthographe vulgaire à la place de château de Solière, est une construction de style italianisant du XVIIIe siècle. Propriété privée, le château ne se visite pas, mais est visible depuis la route.

## Situation
Au finage de Saint-Péreuse, arrondissement et canton de Château-Chinon dans le département de la Nièvre. Il est à l'ouest de Château-Chinon, à une distance de 12 km, au carrefour de la RD 11 et de la RD 978. Isolé sur un autre plateau, au sud du  bourg.

## Histoire
Il fut bâti en 1786 sur cette terre seigneuriale de Solière, fief en toute justice, dans la mouvance du comté de Château-Chinon et du duché de Nevers
En 1469, cette seigneurie ne jouissait que de la basse et moyenne justice. Le lieu-dit le Pilori rappelle ces droits seigneuriaux. Propriété du chevalier Hugues de Verrières et de son épouse  Agnès de Fontenay  au XIIIe siècle, celui-ci testa en 1293 et choisit sa sépulture à l'abbaye Notre-Dame et Saint-Paul de Bellevaux.

## Architecture
Le château est construit sur une terrasse, avec, peut-être, des matériaux de l'ancienne demeure seigneuriale de Champdioux, charpente toiture et pierres, et aussi des matériaux du Vieux château (voir ci-dessous). De plan carré, avec sous-sol. Des bossages chanfreinés garnissent les chaînages d'angle. Un cordon mouluré court sur le périmètre de l'édifice au-dessus des baies de l'entresol.
Sur la façade sud la partie centrale comporte un avant-corps en hémicycle dans lequel s'inscrivent trois fenêtres à chaque niveau dont les baies de l'entresol sont dans des embrasures en demi-cercle.
Au rez-de-chaussée trois portes-fenêtres donnent sur un vestibule du côté sud du bâtiment. Sur la façade opposée, une seule porte-fenêtre et deux fenêtres de chaque côté. Une corniche à modillons soutient un attique sur lequel repose le toit plat.
L'aménagement intérieur fut remanié au XIXe siècle, avec la suppression du grand escalier du vestibule sud.

### Le vieux château

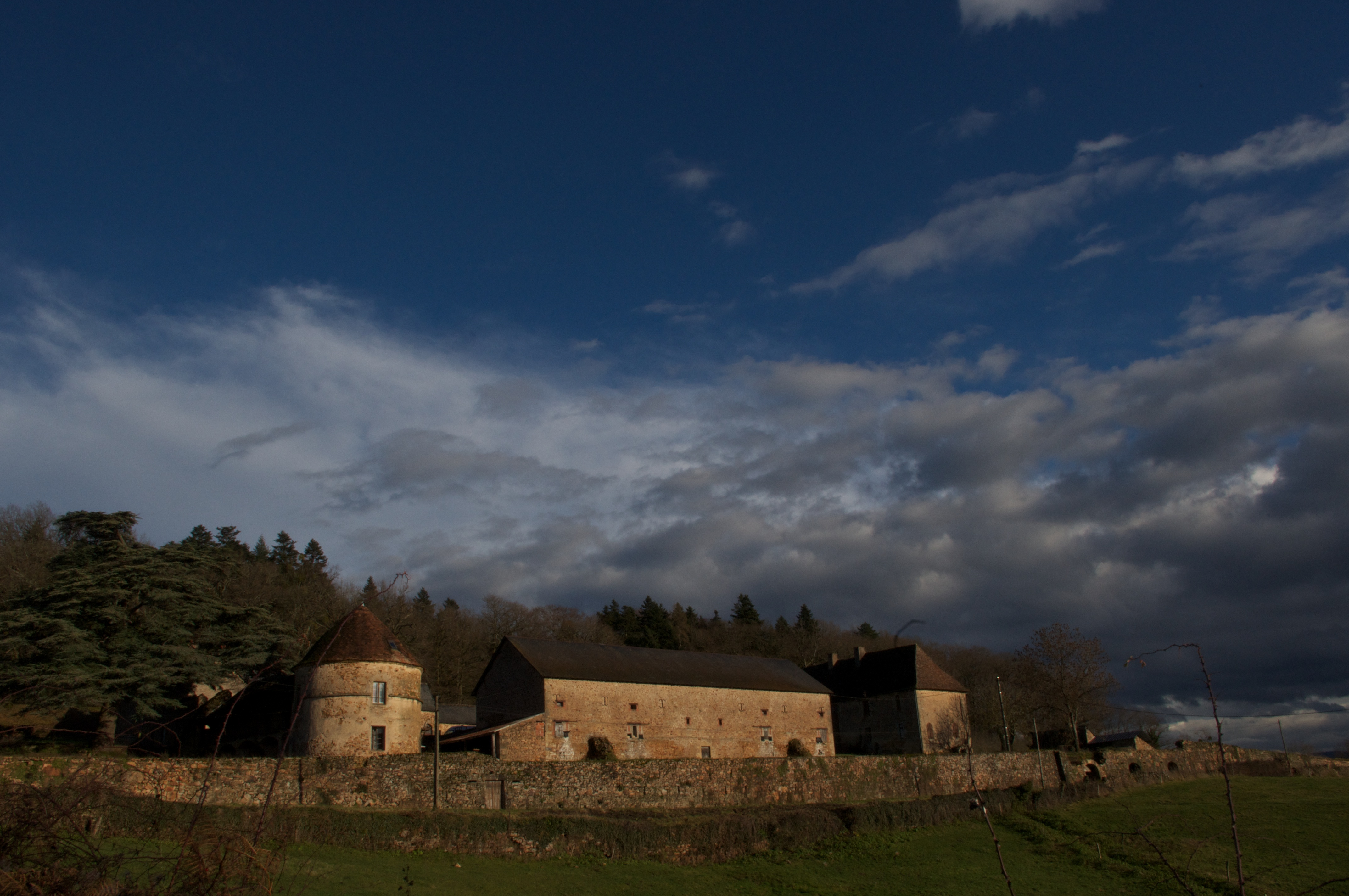
Le vieux logis

Situés à l'est du château, le vieux château a subi de nombreuses et importantes modifications. Reste une tour ronde d'un des angles de l'enceinte. Cette tour est un ancien pigeonnier, datant du XVIe siècle.
Un bâtiment des communs, les écuries, datant du XVIIIe siècle est pourvu de chaînages d'angle harpés. Il possède également des mangeoires ovales, taillées dans une pierre moulurée. Son portail est en anse de panier.
Une grande halle de séchage du bois, également du XVIIIe siècle, se trouve à l’est du château.

### Chapelles

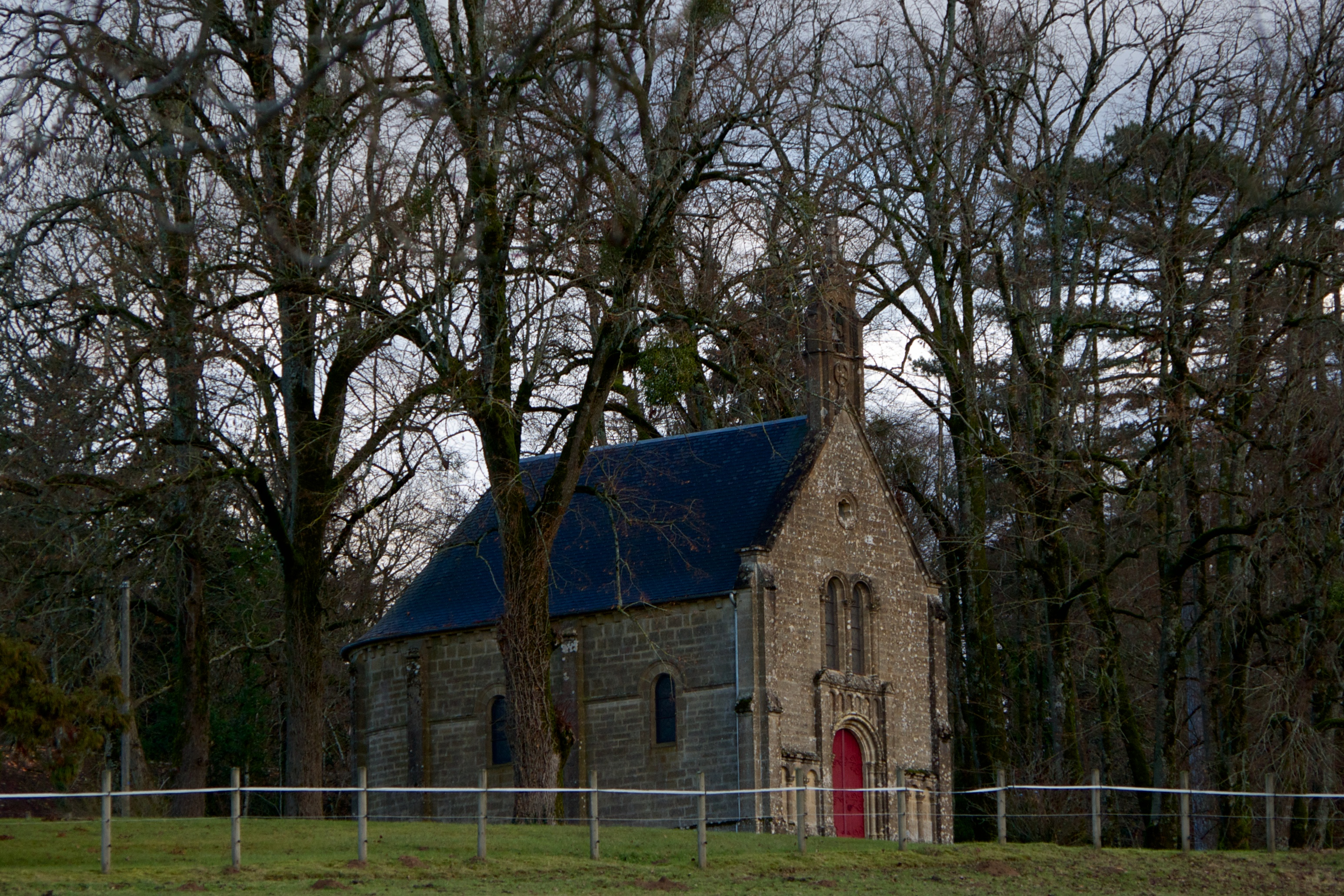
Chapelle du château de Saulières

- Construite à côté du château, en 1858, sur les plans des architectes Pierre-Félix Delarue et Andoche Parthiot, elle fut consacrée au culte par l'évêque de Nevers, Dominique-Augustin Dufêtre, le 18 juillet 1859. Elle fait 12 mètres de long, pour 5 mètres de large. Un peu plus loin se trouve l'ancien logis où il existait également une chapelle.
- La chapelle de style gothique, au fond du parc, et surplombant un étang, recouvre le tombeau de Jacques-Louis II de La Ferté Meun.

### Parc
Sur le côté sud du château, deux rampes convergentes descendent vers une très grande terrasse.

## Inscription aux monuments historiques
Les façades, les toitures du château, celles des communs, le grand salon du premier étage, la salle de billard, la salle à manger; les terrasses, le jardin avec fabrique et labyrinthe, inscription par arrêté du 3 novembre 1997. Le vieux château en totalité et son soubassement à l'exception du bâtiment agricole de stabulation moderne; la halle de séchage; l'orangerie; les murs de clôture ; inscription par arrêté du 4 avril 2005.

## Seigneurs et propriétaires
- 1293  -  Hugues de Verrières, chevalier, seigneur de Solière. Son épouse, Agnès de Fontenay, une fois veuve, en fit aveu la même année.
- 1412  -  Guillaume de Marry, sieur de Montécot, dont la sœur épousa Guyot de Courvol, sire du Tremblay
- 1650  -  Jean Sallonnyer, ou Jean Sallonier du Perron baron de Chandiou, Solière revint à sa fille Catherine
- 1677  -  Catherine Sallonnyer, épouse Claude de La Ferté-Meun, ou Laferté-Meun seigneur de Solière, baron de Chandiou. Le couple eut trois garçons dont l'aîné, François Marie, reprit de fief pour Solière
- 1701 ca - François Marie de La Ferté-Meun épouse le 2 juillet 1701 dans la chapelle de Cuzy, Anne Leroy, qui lui apporta la seigneurie de Cuzy.
- 1730 ca - Jacques-Louis de La Ferté-Meun acquit le comté de La Roche-Milay en 1735 et y élut domicile. Il décéda en 1768 de façon imprévue et son épouse Marie-Louise Françoise Pitoys de Quincize, légua aux pauvres des paroisses de son comté et à ceux de Saint-Péreuse où reposaient ses ancêtres, une somme 8 000 livres en argent et en 1781 la comtesse y ajouta ses propres joyaux. Ils eurent plusieurs enfants dont l'aîné fut comte de La Roche-Milay et le puîné: Jacques-Louis II est dit vicomte de Solière.
- 1782-1824 - Jacques-Louis II de La Ferté-Meun, c'est lui qui bâtit le nouveau château. Partisan de la Révolution, il versa des subsides aux patriotes. Il passait dans le peuple pour un homme dur et redoutable. Dans les dernières années de sa vie, il fit construire au fond du parc, près d'un étang, un tombeau où il fut déposé le 24 décembre 1824. Il légua Saulières à son neveu:
- 1824 - Fernand de La Ferté-Meun-Champlâtreux, neveu de Jacques-Louis II, fit élever sur le tombeau de son oncle une chapelle qui n'a pas été achevée. Il vend cette terre à Monsieur Grangier de La Marinière en 1840. Fernand de La Ferté-Meun fit partie des conseillers du Comte de Chambord.
- 1845 - Louis-René-Antoine Grangier de La Martinière revend Saulières au comte Denis Benoît d'Azy, dont la fille, Claire, épouse Georges Léon René du Pré de Saint Maur.
- 1853-1860 - Georges Léon René du Pré de Saint Maur. Il fit bâtir la chapelle où se trouve le caveau familial, et fit réaliser l'aménagement du parc. Il fonda près de Saulières (au lieu-dit Le Chemin), une maison religieuse tenue par trois sœurs de la Providence de Portieux. En 1874, il épouse Suzanne de Bourbon-Busset, originaire de Versailles.

Cette demeure est toujours la propriété de ses descendants.